# کلایه (آبیک)
کلایه (آبیک)، روستایی از توابع بخش مرکزی شهرستان آبیک در استان قزوین ایران است.

## جمعیت
این روستا در دهستان زیاران قرار دارد و براساس سرشماری مرکز آمار ایران در سال ۱۳۸۵، جمعیت آن ۲۳ نفر (۵خانوار) بوده‌است.